# Rhein-Emscher-Express
| Kopfbahnhof Streckenanfang                | 0   | Hamm (Westf) Hbf                           | ICE, IC                                    |
| Bahnhof                                   | 8   | Bönen-Nordbögge                            | Bönen-Nordbögge                            |
| Bahnhof                                   | 15  | Kamen                                      | Kamen                                      |
| Bahnhof                                   | 19  | Kamen-Methler                              | Kamen-Methler                              |
| Bahnhof                                   | 21  | Dortmund-Kurl                              | Dortmund-Kurl                              |
| Bahnhof                                   | 25  | Dortmund-Scharnhorst                       |                                            |
| Bahnhof mit S-Bahn-Halt                   | 31  | Dortmund Hbf                               | ICE, IC                                    |
| Bahnhof mit S-Bahn-Halt                   | 40  | Dortmund-Mengede                           | Dortmund-Mengede                           |
| Bahnhof mit S-Bahn-Halt                   | 45  | Castrop-Rauxel Hbf                         | Castrop-Rauxel Hbf                         |
| Bahnhof mit S-Bahn-Halt                   | 52  | Herne                                      | Herne                                      |
| Bahnhof mit S-Bahn-Halt                   | 56  | Wanne-Eickel Hbf                           | IC                                         |
| Bahnhof mit S-Bahn-Halt                   | 61  | Gelsenkirchen Hbf                          | IC                                         |
| ehemaliger Bahnhof                        | 65  | Essen Zollverein Nord (nur 2010)           | Essen Zollverein Nord (nur 2010)           |
| Bahnhof                                   | 68  | Essen-Altenessen                           | Essen-Altenessen                           |
| Bahnhof mit S-Bahn-Halt                   | 77  | Oberhausen Hbf                             | ICE, IC                                    |
| Bahnhof mit S-Bahn-Halt                   | 85  | Duisburg Hbf                               | THA, ICE, IC                               |
| Abzweig geradeaus und ehemals nach rechts |     | ehem. Zuglauf nach Mönchengladbach (s. u.) | ehem. Zuglauf nach Mönchengladbach (s. u.) |
| Bahnhof mit S-Bahn-Halt                   | 102 | Düsseldorf Flughafen (seit 12/2002)        | ICE, IC,                                   |
|                                           | 109 | Düsseldorf Hbf (seit 12/2002)              | THA, ICE, IC                               |

| Abzweig ehemals geradeaus und nach links |     | heutiger Zuglauf von Hamm nach Düsseldorf (s. o.) | heutiger Zuglauf von Hamm nach Düsseldorf (s. o.) |
| Bahnhof (Strecke außer Betrieb)          | 93  | Rheinhausen                                       | Rheinhausen                                       |
| Bahnhof (Strecke außer Betrieb)          | 99  | Krefeld-Uerdingen                                 | Krefeld-Uerdingen                                 |
| Bahnhof (Strecke außer Betrieb)          | 105 | Krefeld Hbf                                       | Krefeld Hbf                                       |
| Bahnhof (Strecke außer Betrieb)          | 120 | Viersen                                           | Viersen                                           |
|                                          | 129 | Mönchengladbach Hbf                               | ICE, IC                                           |

Der Rhein-Emscher-Express ist eine Regional-Express-Linie in Nordrhein-Westfalen von Hamm über Dortmund, Gelsenkirchen und Duisburg nach Düsseldorf.
In diesen Bahnhöfen ist er mit den übrigen Linien des Schienenpersonennahverkehrs in Nordrhein-Westfalen verknüpft und bietet Anschluss an den Schienenpersonenfernverkehr.

## Geschichte
Der Regional-Express RE 3 Rhein-Emscher-Express verkehrt seit der Einführung des Integralen Taktfahrplans (NRW-Takt) im Jahre 1998. Er fuhr zunächst von Hamm über Dortmund, Gelsenkirchen, Duisburg und Krefeld nach Mönchengladbach. Mit dem Fahrplanwechsel im Dezember 2002 gab der Rhein-Emscher-Express seinen Zuglauf von Duisburg nach Mönchengladbach an den Rhein-Haard-Express (RE 2) ab, der zu diesem Zweck von Essen nach Duisburg verlängert wurde, und fährt seitdem nach Düsseldorf. Damit benutzt der Rhein-Emscher-Express auf der gesamten Linie die seit 1846/47 bestehende Stammstrecke der Köln-Mindener Eisenbahn-Gesellschaft.
Anlässlich der Fußball-Weltmeisterschaft 2006 wurde ein WM-RE3 als spezielle Verstärkerlinie eingerichtet, die von Dortmund über Gelsenkirchen und Düsseldorf verlängert via Neuss und Dormagen nach Köln verkehrte.
Zum 15. Dezember 2019 wurde in Zusammenhang mit der Angebotsänderung S-Bahn Rhein-Ruhr eine neue Regionalbahnlinie RB 32 Rhein-Emscher-Bahn in das Fahrplanangebot aufgenommen, welche parallel zum RE 3 zwischen Dortmund und Duisburg verkehrt, aber zwischen Gelsenkirchen und Oberhausen die Halte der bisherigen S-Bahn-Linie S 2 bedient. Zudem ist hier nunmehr werktags außer samstags die Emscher-Niederrhein-Bahn (RB 35) nach Mönchengladbach unterwegs. In der Annahme, die Elektrifizierung der Bahnstrecke Wesel–Bocholt könne bereits 2019 abgeschlossen und  Der Bocholter somit in den Rhein-IJssel-Express (RE 19) integriert werden, war die Liniennummer RB 32 bereits im Vorfeld neu vergeben worden. Die bisherige RB 32 trug nun – als zukünftiger Zugteil des RE 19 – die Liniennummer RE 19a bis zur tatsächlichen Elektrifizierung Anfang 2022.

## Zuglauf
Der Rhein-Emscher-Express befährt heute insgesamt drei Eisenbahnstrecken:
- die Bahnstrecke Dortmund–Hamm durchgehend (gemeinsam mit allen Zügen des Regional- und Fernverkehrs),
- die Bahnstrecke Duisburg–Dortmund durchgehend (weitgehend gemeinsam mit den Regionalbahnlinien RB 32 und RB 35, zwischen Wanne-Eickel und Gelsenkirchen sowie Oberhausen und Duisburg Gesamtverkehr ohne Zwischenhalt),
- die Bahnstrecke Köln–Duisburg zwischen Duisburg und Düsseldorf.
Auf diesem vier- bis sechsgleisigen Abschnitt benutzt der Rhein-Emscher-Express abschnittsweise die Gleise der S-Bahn oder soweit vorhanden die sogenannten Ortsgleise, ebenso wie der Rhein-Haard-Express RE 2, der Rhein-Weser-Express RE 6, der Rhein-Hellweg-Express RE 11 und der Rhein-IJssel-Express RE 19. Nur der NRW-Express RE 1 und der Rhein-Express RE 5 benutzen hier die Fernverkehrsgleise.

Der Rhein-Emscher-Express ist damit heute die einzige Zuglinie, die durchgehend und ausschließlich den überwiegenden Teil der Stammstrecke der Köln-Mindener Eisenbahn-Gesellschaft befährt.

## Zugangebot

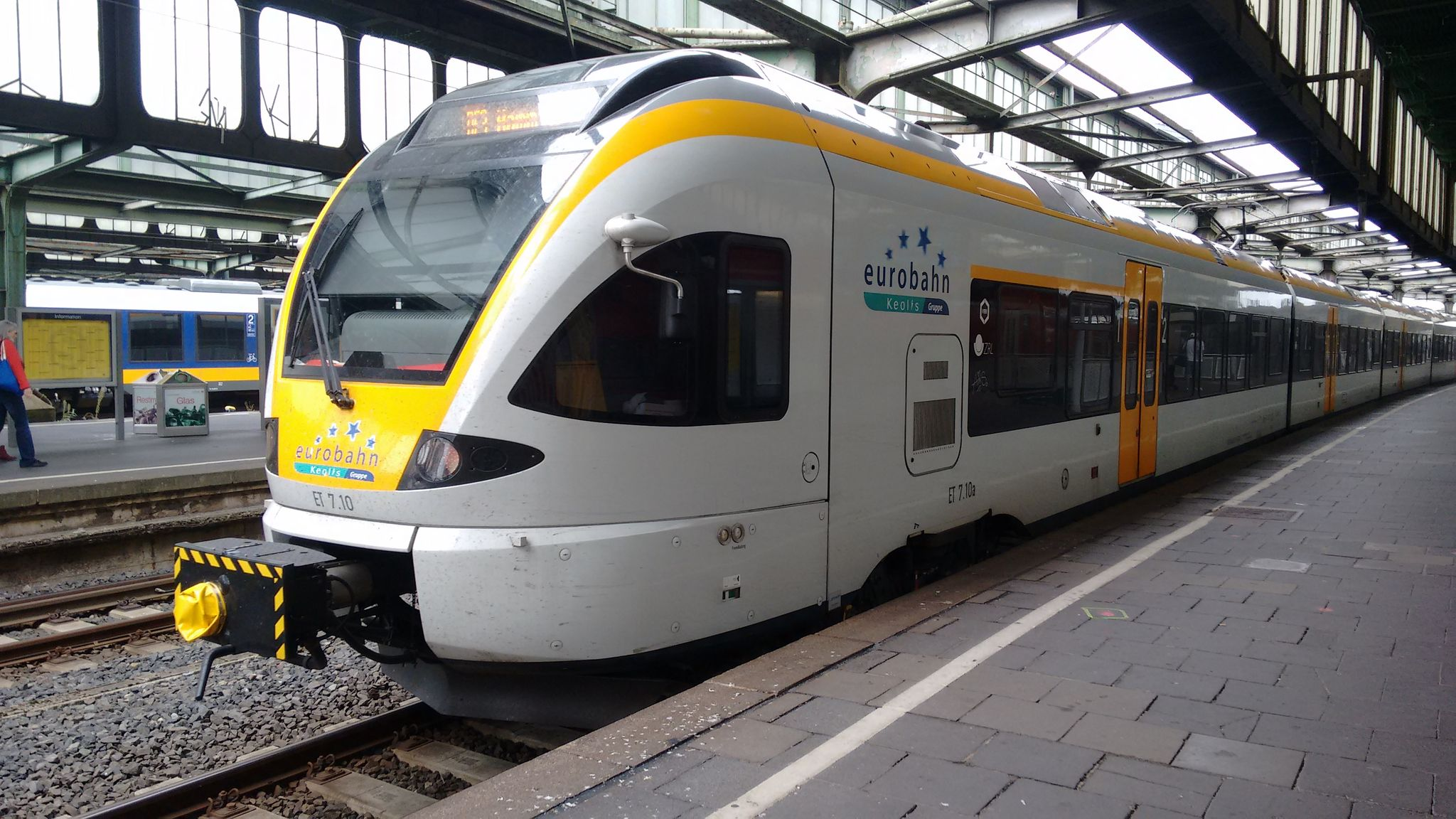
Eurobahn ET 7.10 als RE3 nach Hamm (Westfalen) in Duisburg Hbf

Der RE 3 verkehrt täglich im Stundentakt von Hamm (Westf) bis Düsseldorf und verläuft teilweise parallel zu S-Bahn-Linien. Zwischen Duisburg und Gelsenkirchen ergänzen die parallel zum RE 3 verkehrenden RB 32 (s. o.) und RB 35 (Emscher-Niederrhein-Bahn) das Angebot zu einem annähernden 20-, zwischen Gelsenkirchen und Dortmund zu einem 30-Minuten-Takt.
Der Schienenpersonennahverkehr wurde bis zum 12. Dezember 2009 von der DB Regio NRW betrieben, die seit der Einführung des Winterfahrplans 2008 Elektrotriebwagen der Baureihe 425 in Doppeltraktion einsetzte. Vorher verkehrten auf der Linie Wendezüge aus fünf umgebauten Nahverkehrswagen oder vier Doppelstockwagen mit einer Elektrolok der Baureihe 111.
Die durchschnittliche Geschwindigkeit beträgt lediglich 63 km/h. Grund hierfür ist u. a. die dichte Haltestellenfolge zwischen Dortmund und Hamm. Seit dem 9. Dezember 2009 werden auf dieser Linie Elektrotriebwagen des Typs Stadler FLIRT der Keolis GmbH & Co KG (eurobahn) eingesetzt. Dazu werden über Angel Trains Europa vier vierteilige und vierzehn fünfteilige FLIRTs geleast.
Das für die Zulassung von Eisenbahnfahrzeugen in Deutschland zuständige Eisenbahnbundesamt verzögerte die Zulassung der 14 fünfteiligen FLIRT-Triebwagen. Aus diesem Grund nahm die Eurobahn den Betrieb nur mit einem Notfahrplan auf.
In der Zeit vom 13. Dezember 2009 bis zum 11. Dezember 2010 hat der RE 3 (anlässlich der RUHR.2010 – Kulturhauptstadt Europas) darüber hinaus den Haltepunkt Essen Zollverein Nord (ehemals Essen-Katernberg Süd) bedient, um eine schnelle An- und Abreise zum Weltkulturerbe Zollverein zu ermöglichen. Zum 7. Januar 2010 wurde der Haltepunkt offiziell in Essen Zollverein Nord umbenannt. Seit dem Fahrplanwechsel im Dezember 2010 wird die Station von dieser Linie wieder ohne Halt durchfahren, der geänderte Name gilt aber weiterhin.

## Aufgabenträger
An der Bestellung sind zwei Zweckverbände, der Zweckverband Verkehrsverbund Rhein-Ruhr (VRR) und der Zweckverband SPNV Ruhr-Lippe (ZRL) beteiligt. Die Linie wurde zum Fahrplanwechsel am 13. Dezember 2009 gemeinsam mit dem Maas-Wupper-Express neu ausgeschrieben. Gewonnen hat den Betrieb bis Dezember 2025 die Rhenus Keolis GmbH. Beworben hatten sich neben der Abellio Rail NRW GmbH die Nedbahnen Deutschland, eine Tochtergesellschaft der Niederländischen Eisenbahn und erneut die DB Regio NRW GmbH sowie weitere Eisenbahnverkehrsunternehmen.
Zum Fahrplanwechsel am 13. Dezember 2026 wird die Linie den Betreiber wechseln und von VIAS Rail gefahren die den Zuschlag zusammen mit dem RE 41 erhalten hat.

## Planungen
Die Aufgabenträger planen mit Betriebsaufnahme im Dezember 2030 die Neuausschreibung der Linie RE 3 mit einer Vertragslaufzeit von 15 Jahren. Die Linie soll im Rahmen der Ausschreibung „RRX B-Flotte“ vergeben werden. Der RE 3 soll gemeinsam mit den Linien RE 2 Düsseldorf – Osnabrück und RE 9 Aachen – Siegen in einem Los vergeben werden. Die Fahrzeuge sollen durch die Verkehrsunternehmen beschafft und gewartet werden, wohingegen die Aufgabenträger die Finanzierung übernehmen und Eigentümer der Fahrzeuge werden. In Design und Ausstattung sollen sich die Triebzüge an der Bestandsflotte des Rhein-Ruhr-Express orientieren. Für die Linie RE 3 sind vierteilige (teilweise) doppelstöckige Fahrzeuge mit etwa 370 Sitzplätzen vorgesehen, die in Doppeltraktion an Bahnsteigen mit einer Nutzlänge von 210 Metern halten können.
Zur Überbrückung des im Dezember 2026 auslaufenden Verkehrsvertrages des „Maas-Rhein-Lippe-Netz“ bis zur Betriebsaufnahme des neuen Verkehrsvertrages wird eine Interimsvergabe zusammen mit der Linie RE 41 durchgeführt. Das Vergabeverfahren um die Linien im „Expressnetz Emscher“ konnte im Dezember 2024 das Verkehrsunternehmen VIAS Rail, der Betreiber der Linie RB 35, für sich entscheiden. Dabei sollen die bestehenden Fahrzeuge im Einsatz auf der RE 3 vom Typ Stadler Flirt weiterhin eingesetzt werden, beim RE 41 in Einzeltraktion mit 270 Sitzplätzen als Ersatz für die FLIRT 3XL, die dann für die S 28 eingesetzt werden, beim RE 3 dann durchgehend in Doppeltraktion mit 540 Sitzplätzen. Die zusätzlichen Züge kommen vom ebenfalls bisher von der Eurobahn betriebenen Maas-Wupper-Express (RE 13), welcher künftig von Regionalverkehre Start Deutschland mit Neufahrzeugen betrieben wird.
Im Zielnetz 2040 soll der RE 3 statt nach Hamm über Lünen nach Münster verkehren und in Duisburg enden. Halbstündlich versetzt soll eine zusätzliche Linie RRX 3 eingeführt werden, welche auf dem gleichen Zuglauf verkehrt und ab Duisburg über Düsseldorf, Dormagen und Köln zum Flughafen Köln/Bonn fährt.